# Secret d'État
Pour les articles homonymes, voir Secret d'État (homonymie).
Un secret d'État est une information confidentielle qui n'est pas divulguée au public au motif d'assurer la sécurité ou les intérêts stratégiques d'un État ou d'un gouvernement. Un secret d’État peut toucher à tous les domaines dès lors que leur révélation mettrait en jeu la sécurité ou la crédibilité de l’État sur la scène nationale et internationale. Il peut donc s'agir de secrets d'ordre militaire, économique, scientifique, politique, etc.

## Concept
Le secret d’État est une information qui, du fait de sa teneur, ne doit être rendue publique afin de préserver la sécurité ou la crédibilité de la puissance publique. Un État qui s'engage à respecter des règles démocratiques et républicaines passe systématiquement sous silence les actions occultes de ses services de renseignement, telles que les opérations homo.
De tels secrets recouvrent, aujourd'hui, le secret industriel. En effet, la détention par un pays, via une entreprise publique ou privée, d'une technologie de pointe, lui donne un avantage compétitif vis-à-vis d'autres États ou organisations qui veulent attenter à sa sécurité. La possession de ces secrets industriels peut donc faire l'objet d'actions cachées ou d'une protection particulière.
Les secrets d’État, lorsqu'ils sont traités par l'administration publique, peuvent être protégés par une procédure de classification. Le secret défense ou secret militaire a donc toujours entouré les opérations stratégiques des forces armées, et plus encore des forces spéciales, qui doivent intervenir avec discrétion. La diplomatie de l'ombre, ou diplomatie parallèle, peuvent faire l'objet de secret d’État.

## Histoire
Le concept de secret d’État émerge avec la formation des États, notamment en Europe de l'Ouest. Dès lors que l’État existe indépendamment du roi ou du prince en tant que structure impersonnelle, le secret qui peut mettre en danger la puissance publique n'est plus le secret du prince, ou du roi, mais un secret d’État.
Au XVIIe siècle, des penseurs politiques conceptualisent le secret d’État. Jean-François Senault estime que « la plus importante condition d'un ministre, c'est le secret », et que, « quand le secret est banni du conseil [du roi] […], le prince ne saurait être bien servi ». Dominique Bouhours considère que le secret constitue, pour le prince, « une partie de leur autorité, et de leur grandeur ». Jacques-Bénigne Bossuet, lui, affirme que « le conseil des rois est un mystère ; leur secret qui regarde le salut de tout l’État a quelque chose de religieux et de sacré ».
Frédéric de Castillon, dans un ouvrage paru au XVIIIe siècle, soutient que les mensonges et les dissimulations d'un État ne sont légitimes que lorsqu'ils profitent à la multitude. Le secret d’État ne peut donc être tenu dans une démocratie que s'il profite à l'intérêt général.

## Critères juridiques
Plusieurs pays ont cherché à encadrer les secrets d’État. L'Allemagne et l'Autriche font une distinction juridique entre les secrets dits officiels et les secrets d’État ; la violation de l'autre est plus lourdement sanctionné que celle de l'un. La classification de documents selon un degré de confidentialité (allant de « diffusion restreinte » à « top secret »), avec des peines encourues également variables, a été mis en place en France.
La Macédoine du Nord, la Russie, la Géorgie, la Lituanie, la Moldavie, la Suisse et la France bénéficient d'un système légal hybride. Si la loi énumère des catégories de secrets d’État, chaque administration concernée peut fournir des listes plus détaillées d'informations qui doivent être gardées secrètes. Ainsi, en Russie, la loi sur les secrets d’État énumère les « informations constituant un secret d'État » (art. 5) tout en laissant à une « commission interministérielle de protection des secrets d’État »le soin de créer une liste propre (art. 9).

## Débats et critiques
Parce qu'il permet à un État de garder secrètes des activités, le secret d’État est souvent perçu avec suspicion. Paul Valéry note que si le secret d'État est inévitable dans une démocratie moderne, il est aussi l'objet d'un effet pervers, car le citoyen ne peut exercer son pouvoir souverain si une partie des opérations qui déterminent et justifient des choix lui reste inaccessible.
Alain Dewerpe, dans Espions. Une anthropologie historique du secret d’État, mène une réflexion sur la relation entre l'individu et le pouvoir dans le cadre d'une société démocratique libérale. Il remarque que si le secret d’État est nécessaire à la conduite du pouvoir, il n'est pas sans poser des questions d'ordre philosophique au sujet des lignes que la puissance publique ne peut dépasser.
Dans son livre Secret d’État, Pierre Péan soutient que si l’État a nécessairement des secrets, l'argument peut facilement être détourné pour autoriser des opérations visant à cacher des dérives du gouvernement qui, si elles étaient révélées, ne mettraient en jeu que la crédibilité d'un gouvernement, et non de l’État lui-même.
Valéry Giscard d'Estaing, dans Le Pouvoir et la Vie, relativise la portée des secrets d’État, et affirme n'en avoir connu que quelques-uns pendant ses années au pouvoir. Il souligne toutefois l'existence d'autorités administratives indépendantes qui contrôlent l'action de l’État, ainsi que le rôle joué par les médias et les ONG.
Le physicien et philosophe des sciences Peter Galison a réalisé en 2008 un documentaire, Secrecy (en), discutant des coûts et des avantages du secret gouvernemental.